# La Harmoye
La Harmoye település Franciaországban, Côtes-d’Armor megyében. Lakosainak száma 379 fő (2022. január 1.). La Harmoye Le Bodéo, Le Haut-Corlay, Lanfains, Saint-Bihy és Saint-Martin-des-Prés községekkel határos.

## Népesség
A település népességének változása:
| Lakosok száma | 555  | 424  | 374  | 414  | 395  | 378  | 377  | 375  | 373  | 379  |
|               | 1968 | 1982 | 1990 | 2006 | 2013 | 2015 | 2017 | 2019 | 2020 | 2022 |